# Glicerol
Glicerol, 1,2,3-propantriol ali propan-1,2,3-triol je kemijska spojina s formulo HOCH2CH(OH)CH2OH. Drugo ime zanj je glicerin. Uporabljajo ga v kozmetični industriji pri pripravi krem in mil, saj veže vodo, zato take izdelke označujejo kot hidratantne. V kemijski industriji je glicerol med drugim surovina za pripravo razstreliv. Glicerol ima gostoto 1,26 g/ml in je torej težji od vode. Pri sobni temperaturi je precej viskozna brezbarvna tekočina. Je sladkast in so ga v nekaterih primerih v preteklosti dodajali vinu, da bi dobilo bolj »žlahten« okus; to seveda ni dovoljeno.
Glicerol, na katerega se vežejo tri molekule maščobnih kislin, je osnova spojin, ki so sestavine bioloških membran, trigliceridi (glicerol z vezanimi tremi molekulami maščobnih kislin) pa so olja in masti.
Glicerol se uporablja tudi pri izdelavi milnice za milne mehurčke.

## Zgodovina
Okoli leta 600 pred našim štetjem so feničani širili alkimistično znanje o tem kako narediti milo. Nekaj let kasneje se je njegova razpoznavnost razširila preko Marseilla, Galcie in germanskih narodov. V začetku te organske spojine se ni imenoval "glicerin" ali "glicerol", ta imena so ustvarjena v dvajsetem stoletju.
V štirinajstem stoletju, v času Karla I., so uvedli trgovino in proizvodnjo mila. V naslednjem stoletju je bilo to znanje skok iz alkimije do kemije. Leta 1741 je angleški kemik Claude Joseph Geoffroy okrepil svoj študij o naravni maščobi, kar je privedlo do odkritja glicerina. Manj kot 40 let kasneje, leta 1779 je švedski kemik Carl Wilhelm Scheele, prvi izoliral to spojino, 
s segrevanjem mešanice svinčevega oksida (PbO) z olivnim oljem. To je bilo formalno odkritje, ki vsebuje naravne maščobe in olja, glicerin.

## Prisotnost
Glicerol je prisoten v vseh oljih in maščobah, kombinacija živalskega in rastlinskega izvora, povezana z maščobnimi kislinami kot so stearinska, oleinska, palmitinska in lavrinska kislina v obliki trigliceridove molekule.
Kokosovo olje in palmovo olje vsebuje visoko raven (70-80%) maščobne kisline, ogljikove verige, od 6-14 ogljikovih atomov.
Glicerol je prisoten v vseh celicah živali in rastlin, kot del celične membrane v obliki fosfolipidov.

## Presnova
Glicerol je predhodnik za sintezo trigliceridov in fosfolipidov v jetrih in maščobnem tkivu. Ko je v telesu nakopičena maščoba se glicerol in maščobne kisline sprostijo v krvni obtok. Glicerol se lahko pretvori v glukozo v jetrih, ki zagotavlja energijo za celični metabolizem.

## Proizvodnja
Približno 950.000 ton glicerola proizvedejo v ZDA in Evropi. 350.000 ton glicerola so proizvedli samo v ZDA v letih 2000-2004.    Proizvodnja se bo še povečala z izvajanjem uredbe  EU directive 2003/30/EC , ki v vseh državah članicah zahteva zamenjavo 5,75% naftnih goriv z biogorivi, kjer je glicerol kot stranski produkt pri proizvodnji biodizla. Predvideva se, da bo do leta 2020 proizvodnja šestkrat večja od povpraševanja. 

### Iz masti in olj
Trigliceridi, ki jih  najdemo v oljih in maščobah so po definiciji estri glicerola z dolgimi verigami karboksilnih kislin. Hidroliza (umiljenje) ali transesterifikacija teh trigliceridov proizvaja stehiometrične količine glicerola. V tem procesu je glicerol proizveden kot so proizvodi pri dolgi verigi karboksilatnih soli, ki se uporabljajo kot milo. 
Glicerol je tudi  stranski produkt proizvodnje biodizla prek transesterifikacije. Ta oblika surovega glicerina je pogosto temnega videza, z gosto, sirupu podobno konsistenco. Trigliceridi se obravnavajo z alkoholi, kot so etanol, s katalitsko osnovo za etil esterske maščobne kisline in glicerol.
Glicerol iz trigliceridov proizvajajo v velikem obsegu, vendar je surovina spremenljive kakovosti, z nizko prodajno ceno (1-8 ameriških centov na funt v letu 2011). To je mogoče prečistiti, vendar je postopek drag. Rezultat tega je, da je velik del surovega glicerina odpadek. Glicerol se uporablja tudi kot energent, vendar je njegova toplotna vrednost nizka. 
Torej, surovi glicerin iz hidrolize trigliceridov se lahko prečisti z uporabo aktivnega oglja, da se odstrani organske nečistoče, alkalno, da se odstranijo nevezani estri glicerola in z ionsko izmenjavo za odstranitev soli. Visoka čistost glicerola (> 99,5%) je pridobljena z destilacijo v več korakih; brezzračnost je koristna zaradi visokega vrelišča glicerola (290 °C) 

### Sintetični glicerol
Sintetični glicerol se nanaša na material iz virov, ki niso trigliceridi. Glicerol proizvajajo na različne načine iz propilena. Epiklorohidrinski proces je najbolj pomemben; gre za kloriranje propilena, ki da alil klorid, ki oksidira s hipokloritom v dichlorohydrin, ki reagira z močno bazo za dajanje epiklorohidrina. Epiklorohidrin se nato hidrolizira, da da glicerol. Procesi brez klora propilena vključujejo sintezo glicerola iz akroleinain propilen oksida. 
Ker je poudarek na biodizlu, kjer je glicerol odpadek, se je  trg za glicerol zmanjšal, in stari procesi niso več ekonomični v velikem obsegu. V bistvu, zaradi  zasičenosti z glicerolom, potekajo prizadevanja za pretvorbo glicerola v njegove predhodnike, kot so akrolein in epiklorhidrinom.

## Uporaba

### Živilska industrija
V hrani in pijači, se glicerol uporablja kot vlažilec, topilo in sladilo, in lahko pomaga ohraniti živila kot konzervans. Prav tako se uporablja kot polnilo v komercialno pripravljenih živilih z nizko vsebnostjo maščob (npr. piškoti), in kot zgoščevalno sredstvo v likerjih. Glicerol in voda se uporabljata za ohranjanje nekaterih vrst listov.  Kot sladilo ima približno 27 kilokalorij na žličko (sladkor 20) in je 60% slajši kot saharoza. Vendar ne hrani bakterij, ki tvorijo obloge in povzročajo karies. Kot aditiv za živila se označuje kot glicerol E številka E422.
Za uporabo uporabljajo v živilih, je glicerol kategoriziran s strani  Ameriškega združenja dietetikov -  American Dietetic Association kot ogljikov hidrat. FDA (Food and Drug Administration) v skupino ogljikovih hidratov vključuje vse kalorije makro hranil brez beljakovin in maščob. Glicerol ima kalorično gostoto  podobno sladkorju, vendar ima nižji glikemični indeks in drugačno pot presnove v telesu, zato so ga nekateri zagovorniki prehrane deklarirali kot sladilo  z nizko vsebnostjo ogljikovih hidratov.

### Farmacija in izdelki za osebno nego
Glicerol se uporablja v medicinskih in zdravilnih pripravkih in v izdelkih za osebno nego, predvsem kot sredstvo za izboljšanje gladkost, ki zagotavlja mazanje, in kot vlažilec. Najdemo ga v alergenih imuno terapij, sirupih proti kašlju – antantitusikih, zobnih kremah, ustnih vodah, kozmetiki, kremah, izdelkih za nego las, milih in kremah, ki so izdelane na vodni osnovi.
Za prehrano ljudi, je glicerol razvrščen po merilih U.S. FDA  med sladkorne alkohole kot kalorično makro hranilo.
Glicerin je sestavni del mil. Dišavna olja so dodana za dišave. Te vrste mila uporabljajo ljudje z občutljivo in razdraženo kožo brez težav, saj preprečuje izsušitev s svojimi vlažilnimi lastnostmi. Vlaži kožo, ter upočasni ali prepreči prekomerno sušenje in izhlapevanje. S podobnimi prednostmi je glicerin pogosta sestavina tudi v številnih kopalnih soleh. Vendar pa nekateri trdijo, da je zaradi lastnosti vpijanja vlage glicerin bolj v škodo kot korist. .
Glicerol se lahko uporablja kot odvajalo oz. klistir v obliki svečk.
Peroralno (pogosto zmešan s sadnim sokom, da zmanjša sladek okus), lahko glicerol povzroči nenadno, začasno zmanjšanje notranjega pritiska v očesu. To je lahko uporabno za začetno zdravljenje v nujnih primerih hujšega zvišanja očesnega tlaka. 

### Antifriz
Kot etilen glikola in propilen glikola, je glicerol ne-ionski kosmotrop, ki tvori močne vezi vodika z molekulami vode in konkurira voda-voda vodikovim vezem. To moti oblikovanje kristalnega rešetkastega ledu, razen če je temperatura občutno znižana. Najnižja točka ledišča je okoli -36 ° F / -37,8 ° C, kar ustreza 70% glicerola v vodi.
Glicerin so v preteklosti uporabljali kot sredstvo proti zmrzovanju za uporabo v avtomobilski industriji, nato pa so ga nadomesti z etilen glikolom, ki ima nižjo temperaturo ledišča. Medtem ko je najnižje ledišče mešanice glicerola in vode  višje kot mešanica etilen glikola in vode, glicerol ni strupen in se ponovno preučuje za uporabo v avtomobilski industriji. 
V laboratoriju je glicerol skupni element topil za encimske reagente shranjene pri temperaturah pod 0 ° C, zaradi depresije zmrzišča je rešitev za visoko koncentracijo glicerola. Uporablja se tudi kot cryoprotektant,  kjer je glicerol  raztopljen v vodi, da zmanjša škodo z ledenimi kristali organizmov v laboratorijih, ki so shranjeni v zamrznjenih raztopinah, kot so bakterije, ogorčice in zarodki sesalcev.

### Kemični “vmesnik”
Glicerol se uporablja za proizvodnjo nitroglicerina, ki je bistvena sestavina raznih eksplozivov, kot so dinamit, gelignit, in pogonskih goriv, kot cordite.             
Zaradi nezanesljivosti proizvodnje mila, da proizvede zadostne količine glicerola, da zadovolji povpraševanj po njem v času vojne, je bilo potrebno poiskati nove načine. Zato je bila proizvodnja sintetičnega glicerina prednostna naloga nacionalne zaščite v dneh pred drugo svetovno vojno.
Nitroglicerin, znan tudi kot trinitrat gliceril (GTN) se pogosto uporablja za lajšanje angine pektoris; lahko v obliki podjezične tablete ali kot razpršilo v aerosolu.
Veliko raziskav  se izvaja, da bi izdelki iz surovega glicerina, pridobljeni iz proizvodnje biodizla, imeli večjo dodano vrednost.  Prav tako se raziskuje tudi uporaba surovega glicerina kot dodatek k obnovljivemu viru energije – biomasi, pri zgorevanju ali uplinjanju.